# Isla Kalegauk
Isla Kalegauk es una isla en la zona sur de Birmania. Se encuentra en el mar de Andamán, a 8,25 km de la costa del estado de Mon. La isla tiene una forma alargada con una longitud de más de 10 km y una anchura de 1,6 km en su área más amplia. En su parte norte se levanta una cumbre de 159 m de altura. Kalegauk  se encuentra a 35 km al NNO de la desembocadura del río Ye.
Cavendish es una pequeña isla que se encuentra 0,5 kilómetros de la punta sur de Isla Kalegauk. Es un pequeño islote en forma de frijol de sólo 0,4 km de largo, pero tiene una cumbre de 97 m de altura.